# Borago
Borago is de botanische naam van een plantengeslacht uit de ruwbladigenfamilie. Zoals bij alle ruwbladigen zijn alle onderdelen sterk behaard. De bloemen dragen rijkelijk nectar en de planten zijn dan ook bij imkers geliefd.
In Europa kent het geslacht twee soorten inheemse eenjarige planten:
- Bernagie (Borago officinalis)
- Borago pygmaea